# 3-カルボキシエチルカテコール-2,3-ジオキシゲナーゼ
3-カルボキシエチルカテコール-2,3-ジオキシゲナーゼ（3-carboxyethylcatechol 2,3-dioxygenase）は、フェニルアラニン代謝酵素の一つで、次の化学反応を触媒する酸化還元酵素である。
3-(2,3-ジヒドロキシフェニル)プロパン酸 + O2 {\displaystyle \rightleftharpoons } 2-ヒドロキシ-6-オキソノナ-2,4-ジエン-1,9-二酸
反応式の通り、この酵素の基質は3-(2,3-ジヒドロキシフェニル)プロパン酸とO2、生成物は2-ヒドロキシ-6-オキソノナ-2,4-ジエン-1,9-二酸である。補因子として鉄を用いる。
組織名は3-(2,3-dihydroxyphenyl)propanoate:oxygen 1,2-oxidoreductase(decyclizing)で、別名に2,3-dihydroxy-β-phenylpropionic dioxygenase、2,3-dihydroxy-beta-phenylpropionate oxygenase、3-(2,3-dihydroxyphenyl)propanoate:oxygen 1,2-oxidoreductaseがある。